# Jacob Sturm (kopparstickare)
Jacob W. Sturm,, född 21 mars 1771 i Nürnberg, död 28 november 1848 i Nürnberg, var en tysk botaniker, entomolog och gravör som fick utmärkelsen honoris causa. Hans far och läromästare var Johann Georg Sturm.
Auktorsnamnet Sturm kan användas för Jacob Sturm (kopparstickare) i samband med ett vetenskapligt namn inom botaniken; se Wikipediaartiklar som länkar till auktorsnamnet.

## Exempel på hans bildkonst

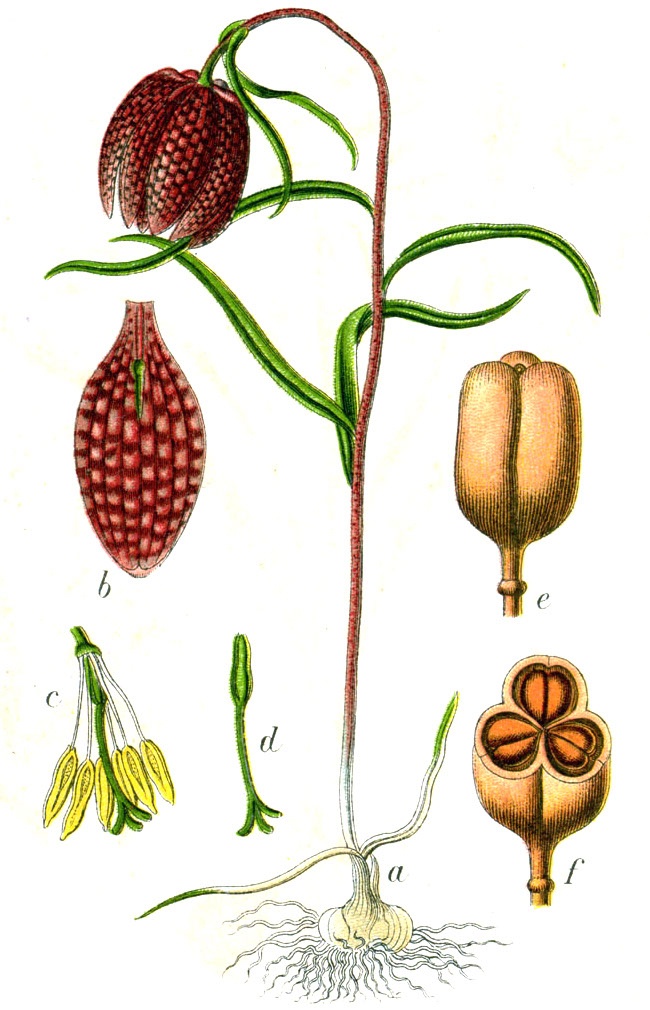
Kungsängslilja, Fritillaria meleagris Bild 32 i Deutschlands Flora in Abbildungen (1796)